# Кисляков, Александр (хоккеист)
Александр Кисляков (1949 — неизвестно) — советский хоккеист, защитник.

## Биография
Воспитанник новосибирской «Сибири». В сезоне 1967/68 дебютировал в составе клуба в чемпионате СССР, с сезона 1971/72 играл в первой лиге. В сезоне 1973/74 выступал во второй лиге за «Мотор» Барнаул.
Победитель юниорского чемпионата Европы (1969).